# Novosadská dohoda
Novosadská dohoda (srbochorvatsky Novosadski dogovor/Новосадски договор) byla dohoda mezi srbskými a chorvatskými jazykovědci ohledně jednotné podoby srbochorvatského jazyka. Měla celkem deset bodů, které se týkaly řešení dlouhodobě sporných jazykových otázek na srbochorvatském jazykovém prostoru. Dohoda byla slavnostně uzavřena 10. prosince 1954.
Na jejím základě měla být vypracována jednotná gramatika, a to ve dvou podobách (jedna v Záhřebu v západní podobě a jedna v Bělehradu v podobě východní), které budou vzájemně rovnoprávné. Tímto úkolem byla pověřena speciální jazyková komise a spolupracovat měly obě významné jugoslávské kulturní instituce, tedy Matice chorvatská a Matice srbská. Jednotná gramatika srbochorvatského jazyka byla vydána v roce 1960. V Chorvatsku vyšla pod názvem Pravopis hrvatskosrpskog književnog jezika s pravopisnim rječnikom (v ijekavské podobě a latince) a v Srbsku (v ekavské podobě a v cyrilici) pod názvem Pravopis srpskohrvatskog književnog jezika sa pravopisnim rečnikom. (obojí: Pravopis srbochorvatského jazyka s pravopisným slovníkem).
Výsledky Novosadské dohody byly zpochybněny na konci 60. a začátku 70. let, kdy z chorvatské strany byla iniciována myšlenka samostatného chorvatského jazyka (tzv. Deklarace o názvu a postavení chorvatského spisovného jazyka) a ze strany srbské se o nedlouho později objevily myšlenky nepříliš vzdálené (tzv. Návrh k zamyšlení). Chorvatská ústava z roku 1974 nazvala společný jazyk jako výlučně chorvatský a s rozpadem SFRJ vzala za své i myšlenka jednotného srbochorvatského jazyka. Význam Novosadské dohody je tak nezbytné spatřovat především v rovině snahy komunistického vedení země o jednotu mezi Srby a Chorvaty.